# Фигаро
Фигаро (Figaro, фр. — Фигаро́, исп. Фи́гаро) — герой трёх пьес Бомарше и созданных на их основе опер; испанец из Севильи, ловкий пройдоха и плут, первоначально парикмахер (цирюльник), затем слуга графа Альмавивы. Имя стало нарицательным.
Название «Le Figaro» в 1826 взяла французская ежедневная газета.
Также фигаро — название короткой испанской куртки-пиджака, заканчивающейся над талией и не застёгивающейся на груди, которую носил персонаж Фигаро и которая стала популярна в Париже после премьеры.

## Личность

Андрей Миронов в роли Фигаро в спектакле «Безумный день, или Женитьба Фигаро»

### Характер
Фигаро — изобретателен, остроумен, жизнерадостен и энергичен. Он — представитель низшего сословия. Необыкновенно сообразительный, он с лёгкостью придумывает интриги и добивается своих целей.
Фигаро, как и его предшественник в Комедия дель арте — Бригелла, — умный и сообразительный лжец, он неразборчив в средствах, при этом отличается хорошим настроением, всегда готов помочь, он храбр, хотя порой его слова горьки и циничны. В нормальном настроении он спокоен и собран, но в гневе его сообразительность иногда отказывает ему.
Фигаро обладает множеством талантов и навыков. В предисловии к «Севильскому цирюльнику» автор перечисляет их: краснобай, сочинитель стихов, певец и гитарист.

Проживая в Севилье, он с успехом брил бороды, сочинял романсы и устраивал браки, с одинаковым успехом владел и ланцетом хирурга, и аптекарским пестиком, являл собой грозу мужей и любимчика жён.

Он обладает даром слова: в Андалусии его стихи, загадки и мадригалы печатались в газетах, из-за чего он и был уволен с государственной службы. Писал пьесы, работал в театре (тут черты личности самого Бомарше). В трудный период своей жизни он обошёл пешком всю Испанию, бывало, сидел в тюрьме.
Фигаро щегольски одевается — в списке действующих лиц «Севильского цирюльника» описан его костюм, так одевались испанские «махо».

### Имя
Имя Фигаро, вероятно, придумано самим Бомарше. В рукописи первой пьесы, «Севильского цирюльника», он использовал вместо Figaro более галлицизированный вариант написания — Fiquaro. Но позже изменил его, и сделал не только аудиально, но и визуально похожим на испанское слово picaro.
Слово «pícaro» изначально было прилагательным и обозначало «хитрый, лукавый, плутоватый». Но в испанской литературе Нового времени оно приобрело новое значение. Пикаро — главный персонаж плутовского романа. Пикареска — плутовской роман. Большое количество плутовских романов, где главным действующим лицом являлся пикаро, хитрый обманщик, иногда нанимавшийся в услужение, создавалось в Испании начиная с эпохи Возрождения. Во Франции такой литературной традиции не существовало. «Жиль Блас», завершённый Лесажем к 1735 году, основан на испанских источниках.
Фредерик Грендель (Frederic Grendel) предположил, что имя Фигаро идёт от Fils-Caron («Карон-сын», от настоящей фамилии автора — Карон. Дворянское имя де Бомарше он взял себе позже).

### Биография

#### Происхождение
Фигаро — незаконный ребёнок доктора Бартоло и бывшей служанки Марселины. Прежде чем бросить женщину с младенцем, Бартоло, тогда ещё подлекарь, накалил свой шпатель и наложил клеймо на руку сына, чтобы узнать его, если когда-нибудь встретит вновь. Когда мальчику было шесть лет, его мать попросила цыган, кочевавших тогда по Андалузии, предсказать ему будущее. Те похитили ребёнка. С тех пор Фигаро носит своё имя и занимается плутнями. Он не знает, кто его родители.

#### Карьера и бродяжничество
Незадолго до начала действия первой пьесы Фигаро служит в Мадриде у графа Альмавивы. Уезжая, тот даёт ему рекомендацию в министерство и просит, чтобы ему подыскали место. Фигаро назначают аптекарским помощником при андалусском конном заводе. Через некоторое время его увольняют. Вернувшись в Мадрид, Фигаро пробует силы на театральном поприще, но проваливается. С котомкой за плечами он бродит по всей Испании и, наконец, оседает в Севилье.
С тех пор мать Фигаро успела состариться и ведёт дом у своего старого возлюбленного, доктора Бартоло, который живёт в Севилье. Доктор — опекун юной и прекрасной Розины. В неё влюбляется граф Альмавива и ходит под окнами её дома в Севилье. Но Бартоло сам собирается жениться на своей воспитаннице и держит её взаперти. Граф Альмавива случайно сталкивается с Фигаро, своим бывшим камердинером. Он как раз живёт в доме доктора и должен ему 100 экю. И тот помогает графу жениться на Розине под носом у опекуна.

#### Оседлая жизнь и женитьба
Спустя несколько лет он живёт в замке графа и графини Альмавива «Агуас Фрескас», служит графским камердинером и домоправителем. У него есть невеста — Сюзанна, девушка из местной дворни, камеристка графини. Но граф Альмавива, проявляя интерес к Сюзанне, собирается либо воспрепятствовать браку, либо договориться с ней о праве первой ночи. Граф отказался от этого права по случаю своего бракосочетания, но потом, по словам Сюзанны, «пожалел» об этом. Фигаро, Сюзанна и графиня делают всё, чтобы помешать графу. Альмавива позволяет Марселине подать на Фигаро в суд за невыплаченный долг. Марселина, не зная, что Фигаро — её сын, предъявляет расписку, и требует, согласно ей, денег или замужества с Фигаро. Неожиданно, по метке, оставленной Бартоло, выясняется, что Фигаро — потерянный тридцать лет назад ребёнок Бартоло и Марселины. Доктор Бартоло соглашается жениться на Марселине, Фигаро становится узаконенным плодом брака. В результате проведённой интриги Альмавива остаётся в дураках, и Фигаро с Сюзанной сочетаются браком.

### Эволюция персонажа

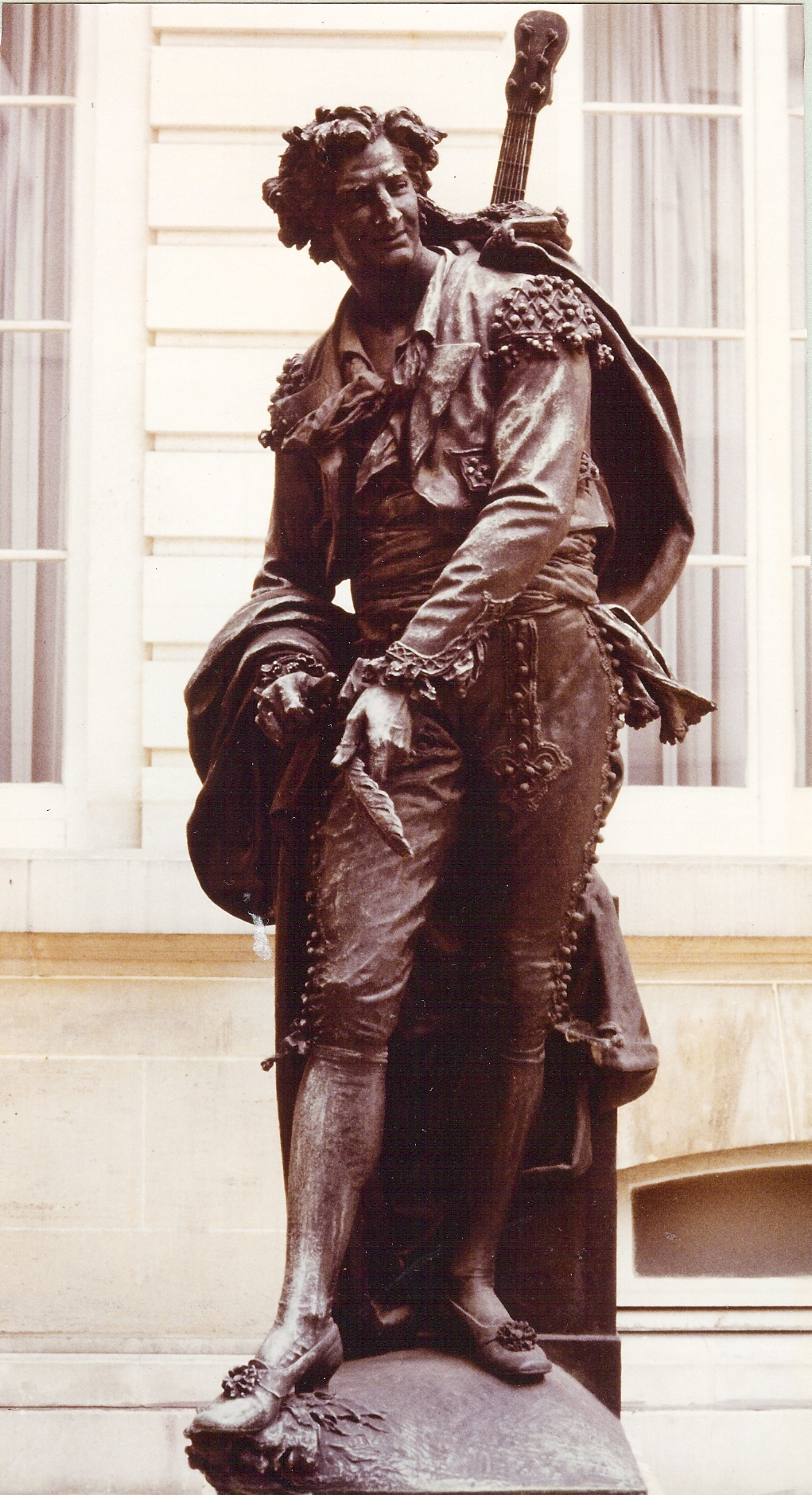
Фигаро. Скульптура Жана Ами

На протяжении трилогии Бомарше образ Фигаро подвергается изменениям.
В «Севильском цирюльнике» он — прежде всего весёлый, остроумный и неунывающий малый, прошедший через огонь и воду, отпускающий иногда довольно меткие остроты и иронические замечания, но ещё не поднявшийся до едкой сатиры и полных негодования обличений.
В «Женитьбе Фигаро», особенно в известном монологе пятого акта, Фигаро выступает уже в роли выразителя общественного и политического протеста, единомышленника энциклопедистов, предшественника деятелей 1789 года.
В третьей части трилогии («Виновная мать») постаревший и поломанный жизнью Фигаро является как бы тенью прежнего Фигаро; он превратился в образцового слугу и заурядного моралиста, ведущего борьбу с очень мелкими и ничтожными противниками, да и то лишь в интересах своих господ.

## Литературные предшественники
Тип ловкого, остроумного, в своём роде талантливого и несколько плутоватого «человека на все руки» неоднократно создавался и до Фигаро. Это хитрые, превосходящие умом своих господ слуги, которые часто встречались в комедиях и фарсах европейской литературы, арлекины comedia dell’arte, рабы Плавта и Теренция. Во Франции это Мольеровский Сганарель и сходные персонажи комедий XVIII века. В Испании предшественники Фигаро — длинная череда героев плутовского романа, выделившегося в отдельный национальный жанр, начиная с пикаро Ласарильо из Тормеса и заканчивая Кеведо.
С другой стороны, Фигаро некоторыми чертами своего характера напоминает изворотливого, ловкого, иногда грубо циничного Панурга, одного из героев «Гаргантюа и Пантагрюэля» Рабле, или Жиля Блаза, который в изображении Лесажа является человеком, многое испытавшим, хорошо изучившим слабости и недостатки людей, привыкшим выносить невзгоды жизни, иногда прибегающим к хитростям и сделкам с совестью.

## Значение
Фигаро — самый яркий литературный образ, созданный драматическим искусством XVIII в., воплощение предприимчивой инициативы третьего сословия, его критической мысли, его оптимизма.
Но, обладая изворотливостью и остроумием этих персонажей, выполняя, подобно им, функции основного двигателя сценической интриги, Фигаро значительнее и выше всей родовой группы.
Образ Фигаро насыщен большим политическим пафосом; его острые выпады против «знатных господ» поднимаются до протеста против всякого социального неравенства, гнёта и унижения человека, и эти черты образа сохранили его звучание на протяжении полутора столетий и ввели его в ряд так называемых вековых образов.
Заслуга Бомарше, художественно воссоздавшего этот тип, сообщившего ему многие свои взгляды и стремления, заставившего его отозваться на жгучие вопросы французской действительности, хотя бы замаскированной мнимо-испанским нарядом, остаётся, тем не менее, несомненной.

## Произведения

### Пьесы
- «Le Sacritan», ранняя пьеса Бомарше (ок.1765), где фигурируют Фигаро и граф Альмавива.

#### Основная трилогия
1. «Севильский цирюльник, или Тщетная предосторожность», пьеса Бомарше (Le barbier de Seville ou la précaution inutile, 1775).
2. «Безумный день, или Женитьба Фигаро», пьеса Бомарше (La folle journée ou le Mariage de Figaro, 1784).
3. «Виновная мать, или Второй Тартюф» («Преступная мать»), пьеса Бомарше (La mère coupable ou l’autre Tartufe, 1792).

#### Другие авторы
Образ Фигаро часто вдохновлял других авторов на создание продолжений истории. В их числе:
- «Les premières armes de Figaro», пьеса Сарду,
- «Фигаро разводится» (Figaro läßt sich scheiden), пьеса Эдена фон Хорвата (1936),
- «Le roman de Figaro», книга Ф.Виту (Frédéric Vitoux) (2005).

##### Вне истории настоящего Фигаро
- «Funeral of Figaro (Operatic Whodunnit)», детективный роман британской писательницы Эллис Питерс. Действие происходит в наши дни. Кто-то один за другим убивает баритонов, исполняющих партию Фигаро.

### Оперы
В отличие от оригинальных названий пьес, написанных на французском языке, названия опер идут на итальянском языке (согласно языку либретто).
- «Севильский цирюльник», опера Джованни Паизиелло (Giovanni Paisiello), (Il barbiere di Siviglia, ovvero La precauzione inutile, 1782)
- Оперы на сюжет «Севильского цирюльника» — Ф. Л. Бенда (1782), И. Шульц (1786), Н. Изуар (1797).
- «Безумный день, или Женитьба Фигаро», опера Маркуша Португала/ La pazza giornata ovvero Il matrimonio di Figaro (1799)
- «Севильский цирюльник», опера Россини, (Il barbiere di Siviglia, 1816)
- «Женитьба Фигаро», опера Моцарта, (Le nozze di Figaro ossia la folle giornata, 1786)
- «Виновная мать», опера Д. Мийо (Darius Milhaud) (La Mère coupable), написанная уже в XX в.

#### Оперы вне трилогии
- «Призраки Версаля» (The Ghosts of Versailles), опера Д.Корильяно (John Corigliano), 1991. Призрак Бомарше ставит оперу для развлечения призрака Марии-Антуанетты. Она «воскрешает» старые времена, предшествующие Французской революции, в том числе и аферу с ожерельем. Действующие лица трилогии сосуществуют вместе с реально существовавшими историческими личностями. Бомарше и Фигаро вдвоём пытаются спасти королеву от казни.

### Некоторые исполнители

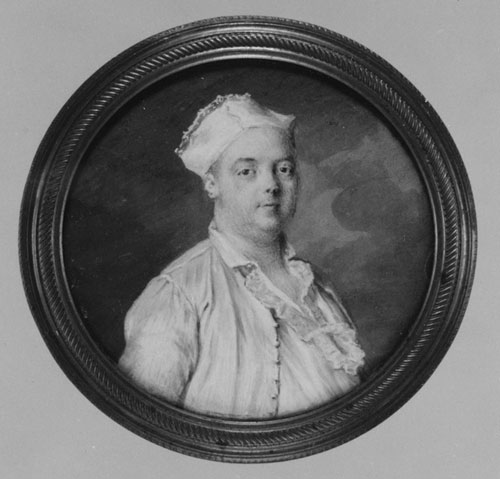
Портрет Превиля

- Превиль (Préville) (1721—1799) был создателем образа Фигаро в «Севильском цирюльнике» Бомарше при первой постановке (1775).
- Дазенкур (Dazincourt), — исполнитель роли Фигаро, пришедшийся по вкусу Бомарше
- Николай Баталов сыграл свою первую большую роль на сцене МХАТа в спектакле 1927 года (режиссёр Константин Станиславский, художник Александр Головин)
- Ермек Серкебаев — исполнитель роли Фигаро в опере Севильский цирюльник (Государственный академический театр оперы и балета имени Абая (Алма-Ата)
- Советский актёр Андрей Миронов неоднократно играл эту роль (была сделана телеверсия спектакля), кроме того, исполняя эту роль на сцене, получил инсульт, в результате которого скончался в больнице
- Дмитрий Певцов — в постановке М. Захарова[6][7][8][9] / «Ленком», 1993
- Евгений Миронов — в спектакле «Фигаро. События одного дня», реж. Кирилл Серебренников[10][11] / «Театральная компания Евгения Миронова», 2006
- Сергей Безруков — в спектакле «Безумный день, или женитьба Фигаро», реж. Константин Богомолов / Табакерка, 2009
- Сергей Лазарев — в спектакле «Женитьба Фигаро», реж. Евгений Писарев / Театр имени Пушкина
- Сергей Радченко — в спектакле «Безумный день, или Женитьба Фигаро», реж. Евгений Радомысленский / Театр-студия киноактёра, 2014. В настоящее время роль исполняет Денис Бондарков
- Андрей Зобов — в спектакле «Безумный день, или Женитьба Фигаро», реж. Гульнара Галавинская / Мичуринский драматический театр, 2014

## Фигаро в массовой культуре
- Фигаро — имя, данное котёнку, созданному художниками Диснея. Первое появление — в «Пиноккио». Позже он перекочевал во вселенную Микки Мауса как домашний питомец Минни Маус. Постоянный противник Плуто — пса, принадлежащего Микки Маусу. Самое запоминающееся появление — в м/ф «House of Mouse».
  - Также Фигаро — имя кота в детских книгах писательницы Marie-Therese Eglsaer и коня в произведениях детской писательницы Rebecca Anders.
- Тони Фигаро — владелец парикмахерской в мультфильме «Севильский цирюльник» (США, 1944).
- Фигаро — название вымышленного королевства в Final Fantasy VI.
- «Figaro» — модель автомобиля в стиле ретро, созданного компанией Ниссан в 1991 году в ограниченном количестве.
- Фигаро — прозвище писателя Mariano José de Larra
- Фигаро — кличка таксы в кинофильмах «Четыре таксиста и собака», «Четыре таксиста и собака 2»
- FIGARO — крупнейшее международное модельное агентство, создавшее первую в мире Online-школу Моделей, для дистанционного обучения модельному искусству.
- Le Figaro — ежедневная французская газета